# Paul d'Équilly Morin
Paul d'Équilly Morin (n. 6 aprilie 1889 – d. 17 iulie 1963) a fost un poet canadian de limbă franceză. A fost influențat de José María de Heredia și de Henri de Régnier. A întreprins călătorii în Europa și în Orient.
Poezia sa, de inspirație exotică și caracterizată prin virtuozitate a formei, evocă frumusețea Palatului Versailles și a palatelor arabe, precum și priveliști din Italia și din Spania.

## Opere
- 1911: Le Paon d'émail („Păunul de email”);
- 1922: Poèmes de cendre et d'or („Poeme de cenușă și de aur”);
- 1960: Géronte et son miroir („Géronte și oglinda sa”).